# 20109 Алісаландіс
20109 Алісаландіс (1995 RJ, 1978 NT, 20109 Alicelandis) — астероїд головного поясу, відкритий 12 вересня 1995 року.
Тіссеранів параметр щодо Юпітера — 3,367.